# Torneo de Hamburgo 2012
El bet-at-home Open - German Tennis Championships 2012 es un torneo de tenis. Pertenece al ATP Tour 2012 en la categoría ATP World Tour 500. El torneo tendrá lugar en el Rothenbaum Tennis Center, de Hamburgo, Alemania, desde el 16 de julio hasta el 22 de julio de 2012 sobre tierra batida.

## Cabezas de serie

### Masculino
| Preclasificado | Tenista               | Ranking |
| 1              | Nicolás Almagro       | 10      |
| 2              | Gilles Simon          | 12      |
| 3              | Juan Mónaco           | 14      |
| 4              | Marin Čilić           | 15      |
| 5              | Fernando Verdasco     | 16      |
| 6              | Philipp Kohlschreiber | 21      |
| 7              | Florian Mayer         | 22      |
| 8              | Viktor Troicki        | 31      |

- Los cabezas de serie están basados en el ranking ATP del 9 de julio de 2012.

## Campeones

### Individual Masculino
Juan Mónaco vence a  Tommy Haas por 7-5, 6-4.

### Dobles Masculino
David Marrero /  Fernando Verdasco vencen a  Rogerio Dutra da Silva /  Daniel Muñoz de la Nava por 6-4, 6-3.